# ヴォルフガング・ファイアージンガー
ヴォルフガング・ファイアージンガー（Wolfgang Feiersinger、1965年1月30日 - ）は、オーストリア出身の元サッカー選手。現役時代のポジションはDF。
ボルシア・ドルトムントの1996-97シーズンのUEFAチャンピオンズリーグ優勝に貢献したオーストリア・サッカーを代表する名選手の一人。

## 経歴
21歳でオーストリア・ブンデスリーガに属するSVアウストリア・ザルツブルクでプロデビューを果たす。しかし若い時から将来のスター選手として注目を浴びていたわけではなく、リーグでの経験を積みながら徐々に頭角を現してきた比較的遅咲きの選手であった。
攻撃的なリベロとしてオーストリア・ブンデスリーガ優勝3回、オーストリア・スーパーカップ優勝2回、UEFAカップ準優勝1回を果たすと、1996年の秋にオットマー・ヒッツフェルト監督率いるドイツ・ブンデスリーガの名門ボルシア・ドルトムントへ移籍。
マティアス・ザマーの負傷による長期離脱もあり、移籍後もすぐにスタメンに定着、1997年のUEFAチャンピオンズリーグ優勝とトヨタカップ優勝に貢献する。優れた戦術眼と正確なフィードで守備の要として活躍した国際レベルのリベロであった。その後はオーストリア・ブンデスリーガ、オーストリア3部、オーストリア4部でプレーを続け、2004年に現役引退を表明する。
オーストリア代表では1990年から1999年までプレー。1998年FIFAワールドカップ・フランス大会に出場している。
引退後は2005年から3年間レッドブル・ザルツブルクの育成部門で指導していたが、2008年の夏で契約延長されないことが発表された。
その後はサッカー業界から身を引き、キッツビュールにあるホッホヴィルドアルムヒュッテ山小屋（Hochwildalmhütte）の経営に専念している。

## 人物
娘のラウラ・ファイアージンガーもオーストリア女子代表のサッカー選手である。

## 代表歴

### 出場大会
- オーストリア代表
  - 1998 FIFAワールドカップ (グループリーグ)

### 試合数
- 国際Aマッチ 46試合 0得点（1990年-1999年）[1]

| オーストリア代表 | 国際Aマッチ | 国際Aマッチ |
| 年               | 出場        | 得点        |
| ---------------- | ----------- | ----------- |
| 1990             | 1           | 0           |
| 1991             | 1           | 0           |
| 1992             | 4           | 0           |
| 1993             | 7           | 0           |
| 1994             | 7           | 0           |
| 1995             | 5           | 0           |
| 1996             | 4           | 0           |
| 1997             | 6           | 0           |
| 1998             | 8           | 0           |
| 1999             | 3           | 0           |
| 通算             | 46          | 0           |

## タイトル

### クラブ
アウストリア・ザルツブルク
- オーストリア・ブンデスリーガ : 1993-94, 1994-95, 1996-97
- オーストリア・スーパーカップ : 1994, 1995

ボルシア・ドルトムント
- UEFAチャンピオンズリーグ : 1996-97
- トヨタカップ : 1997